# Edward Abbey
Edward Paul Abbey (* 29. Januar 1927 in Indiana, Pennsylvania; † 14. März 1989 in Tucson, Arizona) war ein amerikanischer Naturforscher, Philosoph und Schriftsteller. Als Umweltaktivist wurde er für sein kämpferisches Eintreten für Umweltfragen und seine Kritik am Umgang der Politik in USA mit Ländereien in öffentlicher Hand bekannt.
Aus seinen Erfahrungen als Ranger (Parkwächter) im Arches National Park, 1956/57, entstanden seine bekanntesten Werke Desert Solitaire (1968) und der Roman The Monkey Wrench Gang (1975).
In die Zeit seiner ersten Tätigkeit als Parkwächter (1956/57) fiel in den USA die umfassende, politisch gewollte „Erschließung“ der National Parks für den Massentourismus, vor allem Straßenbau zu und in den Parks. In Desert Solitaire, 1968, schildert er, wie dieser Umschwung statt Umwelt- und Naturbewusstsein zu stärken, die Menschen dazu bringt, in Autoschlangen die Parks zu durchkreuzen. Dort, wo vorher eine überschaubare Zahl von wirklich interessierten Naturliebhabern zu Fuß oder im Sattel von einfachen Unterkünften aus die Parks erkundeten, bewegten sich plötzlich Massen in „Konservendosen“ und verschandeln die Parks.
Diese Veränderung brachte Edward Abbey dazu, offen und radikal gegen diese Entwicklung einzutreten und zum aktiven Protest dagegen aufzurufen.

## Herkunft und Ausbildung
Edward Paul Abbey wurde am 29. Januar 1927 in Indiana, Pennsylvania, geboren, als Sohn von Mildred Postlewait und Paul Revere Abbey. Mildred war Schullehrerin und Kirchenorganistin und vermittelte Abbey eine Wertschätzung für klassische Musik und Literatur. Paul war Bauer sowie Sozialist, Anarchist und Atheist, seine Ansichten beeinflussten Edward stark.
Er machte 1945 seinen Highschool-Abschluss in Indiana, Pennsylvania. Acht Monate vor seinem 18. Geburtstag, als er vor der Einberufung zum US-Militär stand, beschloss er, den amerikanischen Südwesten zu erkunden. Er reiste zu Fuß, mit dem Bus, per Anhalter und mit dem Güterzug. Während dieser Reise verliebte er sich in das Wüstenland der Region Four Corners.
Beim Militär hatte sich Edward Abbey um eine Stelle als Schreibkraft beworben, diente aber stattdessen zwei Jahre als Militärpolizist in Italien. Er wurde zweimal beim Militär befördert, aber aufgrund seines Talents, Autoritäten zu trotzen, wurde er zweimal degradiert und ehrenhaft als Gefreiter entlassen. Seine Erfahrung mit dem Militär begründete sein Misstrauen gegenüber großen Institutionen und Vorschriften, das sein Schreiben während seiner gesamten Karriere beeinflusste und seine radikalen Überzeugungen stärkte.
Als er in die Vereinigten Staaten zurückkehrte, nutzte Edward Abbey die G.I. Bill für ein Studium an der University of New Mexico, wo er 1951 einen B.A. in Philosophie und Englisch und 1956 einen Master-Abschluss in Philosophie erwarb. Während seiner Zeit am College verdiente er sich seinen Lebensunterhalt mit verschiedenen Gelegenheitsjobs, darunter als Zeitungsreporter und als Barkeeper in Taos (New Mexico).
Kurz bevor er seinen Bachelor-Abschluss erhielt, schloss er seine erste Ehe mit Jean Schmechal, ebenfalls eine Studentin der UNM.
Während seines Studiums war er Herausgeber einer Studentenzeitung, in der er einen Artikel mit dem Titel Some Implications of Anarchy veröffentlichte. In einem Titelzitat des Artikels heißt es: „Der Mensch wird niemals frei sein, bis der letzte König mit den Eingeweiden des letzten Priesters erdrosselt ist.“ Universitätsbeamte beschlagnahmten alle Exemplare der Ausgabe und entfernten Edward Abbey aus der Redaktion der Zeitung.
Nach Erhalt seiner ehrenvollen Entlassungspapiere schickte er diese mit den Worten „Return to Sender“ an die Abteilung zurück. Das FBI nahm dies zur Kenntnis und fügte seiner Akte eine Notiz hinzu, die 1947 eröffnet wurde, als Edward Abbey einen Akt des zivilen Ungehorsams beging: Während seines Studiums schickte er einen Brief, in dem er die Leute aufforderte, sich ihrer Einberufungskarten zu entledigen. Er stand seitdem auf der Beobachtungsliste des FBI und wurde sein ganzes Leben lang überwacht. 1952 schrieb er einen Brief gegen die Einberufung in Friedenszeiten, und erneut wurde das FBI darauf aufmerksam. Von da ab machte das FBI sich Notizen, erstellte ein Profil über ihn, beobachtete seine Bewegungen und interviewte viele Leute, die ihn kannten.
Nach ihrem Abschluss reisten Jean Schmechal und Edward Abbey gemeinsam nach Edinburgh, Schottland, wo er ein Jahr als Fulbright-Stipendiat an der Edinburgh University verbrachte. In dieser Zeit trennten sie sich und beendeten ihre Ehe. 1952 wurde die Künstlerin Rita Deanin seine zweite Frau. Deanin und Abbey hatten zwei Kinder, Joshua N. Abbey und Aaron Paul Abbey.
Seine Masterarbeit befasste sich mit Anarchismus und der Moral der Gewalt und stellte die beiden Fragen: „Inwieweit ist die derzeitige Verbindung zwischen Anarchismus und Gewalt gerechtfertigt?“ und „Insofern die Assoziation gültig ist, welche Argumente haben die Anarchisten explizit oder implizit vorgebracht, um die Anwendung von Gewalt zu rechtfertigen?“ Nach Erhalt seines Master-Abschlusses verbrachte er 1957 an der Stanford University mit einem Wallace Stegner Creative Writing Fellowship.

## Arbeit für den National Park Service
In den Jahren 1956 und 1957 arbeitete Edward Abbey als saisonaler Ranger für den United States National Park Service am Arches National Monument in der Nähe der Stadt Moab (Utah). Er hatte die Position zwei Jahre von April bis September inne. Während dieser Zeit pflegte er Wanderwege, begrüßte Besucher und kassierte Campingplatzgebühren. Er lebte in einem Wohnwagen, der ihm vom Park Service zur Verfügung gestellt worden war, baute sich zusätzlich ein „Ramada“, ein Schattendach aus Wacholderzweigen auf vier Pfählen, um die teils unerträgliche Hitze zu überstehen. Während seines Aufenthalts bei Arches sammelte er eine große Menge an Notizen und Skizzen, die später die Grundlage für sein erstes Sachbuch Desert Solitaire (deutsch: „Die Einsamkeit der Wüste“) bildeten.
1961 wurde die Filmversion seines zweiten Romans The Brave Cowboy durch Kirk Douglas verfilmt, der die Leinwandrechte des Romans erworben hatte. Kirk Douglas spielte die Hauptrolle und war Produzent, erschienen ist der Film 1962 als Lonely are the Brave. 1981 wurde sein dritter Roman Fire on the Mountain ebenfalls in einen gleichnamigen Fernsehfilm adaptiert.
Am 16. Oktober 1965 heirateten er und Judy Pepper, die ihn als saisonale Parkwächterin in den Florida Everglades und dann als Feuerwächterin im Lassen-Volcanic-Nationalpark begleitete. 1968 brachte Judy eine Tochter zur Welt, Susannah „Susie“ Mildred Abbey. Ed kaufte der Familie ein Haus im Sabino Canyon, außerhalb von Tucson. Judy starb am 11. Juli 1970 an Leukämie. 1973 schloss er eine vierte Ehe, mit Renee Downing. Seine fünfte und letzte Frau, Clarke Cartwright, lernte er 1978 kennen. Sie heirateten 1982. Zusammen hatten sie zwei Kinder, Rebecca Claire Abbey und Benjamin C. Abbey. 1984 kehrte Edward Abbey an die University of Arizona zurück, um Kurse in kreativem Schreiben und Hospitality Management zu unterrichten. Während dieser Zeit arbeitete er weiter an seinem Buch Fool’s Progress.
Im Juli 1987 fuhr er zu einer Zusammenkunft der Vereinigung „Earth First“ am North Rim des Grand Canyon. Dort kam es zu einer hitzigen Debatte zwischen ihm und einer anarchistischen kommunistischen Gruppe namens „Alien Nation“ über seine erklärte Ansicht, dass Amerika für jegliche Einwanderung geschlossen werden sollte. Er widmete diesem Ereignis in seinem Buch Hayduke Lives ein ganzes Kapitel. Im Herbst 1987 veröffentlichte die Kulturzeitschrift Utne Reader einen Brief von Murray Bookchin, in dem behauptet wurde, Edward Abbey, Garrett Hardin und die Mitglieder von Earth First! wären Rassisten und Ökoterroristen. In Bezug auf den Vorwurf des „Öko-Terrorismus“ antwortete Edward Abbey, dass die von ihm unterstützten Taktiken versuchten, sich gegen den Terrorismus zu verteidigen, der seiner Meinung nach von Regierung und Industrie gegen Lebewesen und die Umwelt begangen würde.

## Tod und Begräbnis
Edward Abbey starb am 14. März 1989 im Alter von 62 Jahren in seinem Haus in Tucson, Arizona. Sein Tod war auf Komplikationen bei einer Operation zurückzuführen.
Er zeigte bis zuletzt seinen Sinn für Humor, hinterließ eine Nachricht für alle, die nach seinen letzten Worten fragten: „Kein Kommentar.“
Edward Abbey hinterließ auch Anweisungen, was mit seinen sterblichen Überresten zu tun sei: Er wollte, dass sein Körper auf der Ladefläche eines Pickups transportiert und so schnell wie möglich beerdigt würde. Er wollte nicht einbalsamiert oder in einen Sarg gelegt werden. Stattdessen zog er es vor, in einen alten Schlafsack gelegt zu werden, und forderte seine Freunde auf, alle staatlichen Gesetze bezüglich der Bestattung zu missachten. „Ich möchte, dass mein Körper dabei hilft, das Wachstum eines Kaktus, einer Cliff Rose, einer Beifuß-Pflanze oder eines Baumes zu fördern“, heißt es in der Botschaft. Für seine Beerdigung erklärte er: „Keine formellen Reden erwünscht, obwohl der Verstorbene sich nicht einmischen wird, wenn jemand den Drang verspürt. Aber haltet alles einfach und kurz.“ Er forderte Schüsse und Dudelsackmusik, eine fröhliche und lärmende Totenwache, „eine Flut von Bier und Schnaps! Viel Singen, Tanzen, Reden, Brüllen, Lachen und Liebesspiel.“
Ein Artikel im Outside-Magazin aus dem Jahr 2003 beschreibt, wie seine Freunde seine Bitte erfüllten:
„Das letzte Mal, dass Ed lächelte, war, als ich ihm sagte, wo er beerdigt werden würde, sagt Doug Peacock, ein Umweltschützer im engeren Kreis von Edward Abbey. Am 14. März 1989, dem Tag, an dem er im Alter von 62 Jahren an einer inneren Verletzung nach einer OP starb, hüllte Peacock zusammen mit seinem Freund Jack Loeffler, seinem Schwiegervater Tom Cartwright und seinem Schwager Steve Prescott Edward Abbeys Körper in seinen blauen Schlafsack, befüllten ihn mit Trockeneis und luden „Cactus Ed“ in Loefflers Chevy Pickup. Nachdem sie in einem Spirituosenladen in Tucson für fünf Kisten Bier und etwas Whiskey zum Übergießen des Grabes angehalten hatten, fuhren sie in die Wüste. Die Männer suchten den ganzen nächsten Tag nach der richtigen Stelle und bogen schließlich in eine lange, ausgefahrene Straße ein, fuhren bis zum Ende und begannen zu graben. In dieser Nacht begruben sie Ed und stießen an auf das Leben von Amerikas reizbarstem und freimütigstem Umweltschützer.“
Edward Abbey wurde in der Cabeza-Prieta-Wüste in Pima County, Arizona, begraben, wo „Sie ihn nie finden werden“. Die Freunde ritzten eine Markierung auf einen nahe gelegenen Stein, die lautete:
„EDWARD  PAUL  ABBEY  1927–1989   No Comment“
Er hinterließ zwei Töchter, Susannah and Rebecca, und drei Söhne, Joshua, Aaron, und Benjamin.

## Werke

### Romane
- 1954: Jonathan Troy, ISBN 1-131-40684-2.
- 1956: The Brave Cowboy, ISBN 0-8263-0448-6.
- 1962: Fire on the Mountain, ISBN 0-8263-0457-5.
- 1971: Black Sun, ISBN 0-88496-167-2.
- 1975: The Monkey Wrench Gang, ISBN 0-397-01084-2. Illustriert von Robert Crumb

deutsche Ausgabe:  Die Universal-Schraubenschlüsselbande. Deutsch von Sabine Hedinger. Rowohlt, Reinbek 1987, ISBN 3-499-15895-7. Neu aufgelegt als Die Monkey-Wrench-Gang. Walde + Graf, Zürich 2010, ISBN 978-3-03774-015-6.
- 1980: Good News, ISBN 0-525-11583-8.
- 1988: The Fool's Progress, ISBN 0-8050-0921-3.
- 1989: Hayduke Lives, ISBN 0-316-00411-1.
- 1994: Earth Apples: The Poetry of Edward Abbey, ISBN 0-312-11265-3.

### Non-fiction
- 1968: Desert Solitaire: A Season in the Wilderness, ISBN 0-8165-1057-1.

deutsche Ausgabe: Die Einsamkeit der Wüste. Eine Zeit in der Wildnis. Deutsch von Dirk Höfer. Herausgegeben von Judith Schalansky. Matthes & Seitz Berlin, Berlin 2016, ISBN 978-3-95757-355-1.
- 1970: Appalachian Wilderness
- 1971: Slickrock, ISBN 0-87156-051-8.
- 1973: Cactus Country

deutsch von Bernd Rullkötter als Das Kaktusland in der Reihe Die Wildnisse der Welt erschienen, Amsterdam 1978, ISBN 90-6182-297-1.
- 1977: The Journey Home, ISBN 0-525-13753-X.
- 1977: The Hidden Canyon
- 1979: Abbey's Road, ISBN 0-525-05006-X.
- 1979: Desert Images
- 1982: Down the River (with Henry Thoreau & Other Friends), ISBN 0-525-09524-1.
- 1984: In Praise of Mountain Lions
- 1984: Beyond the Wall, ISBN 0-03-069299-7.
- 1988: One Life at a Time, Please, ISBN 0-8050-0602-8.
- 1989: A Voice Crying in the Wilderness: Notes from a Secret Journal
- 1994:  Confessions of a Barbarian: Selections from the Journals of Edward Abbey, 1951–1989, ISBN 0-316-00415-4.

### Briefe
- 2006: Cactus Chronicles published by Orion Magazine, Jul–Aug 2006 (no longer active).
- 2006: Postcards from Ed (book)|Postcards from Ed: Dispatches and Salvos from an American Iconoclast, ISBN 1-57131-284-6.

### Anthologien
- 1984: Slumgullion Stew: An Edward Abbey Reader
- 1984: The Best of Edward Abbey
- 1995: The Serpents of Paradise: A Reader

## Zitate
- In the Soviet Union, government controls industry. In the United States, industry controls government. That is the principal structural difference between the two great oligarchies of our time.

- Anarchism is not a romantic fable but the hardheaded realization, based on five thousand years of experience, that we cannot entrust the management of our lives to kings, priests, politicians, generals, and county commissioners.

- The tragedy of modern war is that the young men die fighting each other—instead of their real enemies back home in the capitals.

- Society is like a stew. If you don't stir it up every once in a while then a layer of scum floats to the top.